# Heinrich Busold

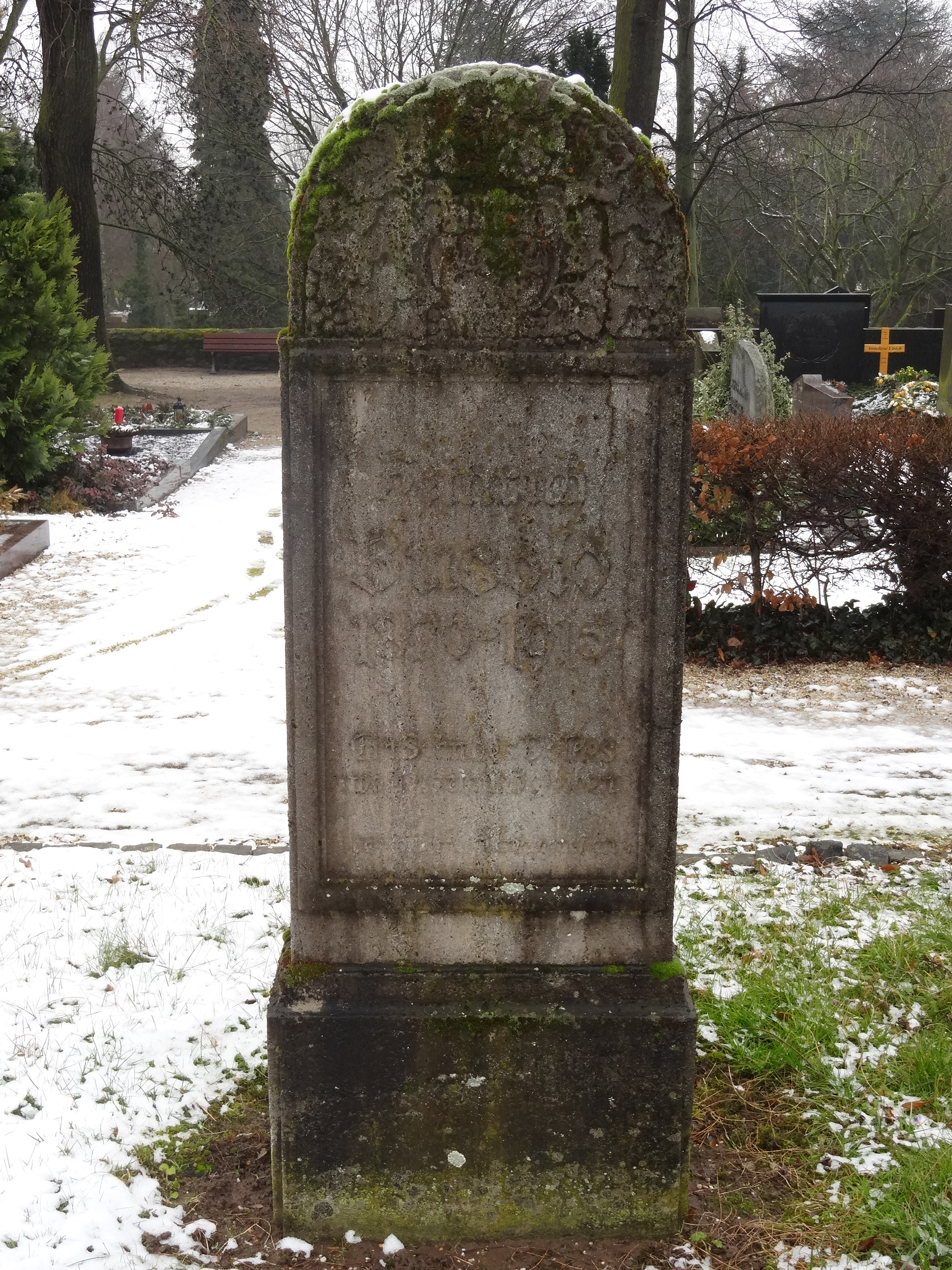
Grabstein Busolds auf dem Hauptfriedhof Friedberg

Heinrich Busold (* 8. Dezember 1870 in Nidda; † 11. August 1915 in Friedberg) war ein hessischer Politiker (SPD) und Abgeordneter des Reichstags und des Hessischen Landtags.

## Ausbildung und Beruf
Busold wurde als Sohn des Tagelöhners und Knechtes Philipp Busold geboren. Nach dem Tod des Vaters kam er mit acht Jahren ins Waisenhaus Friedberg. Nach dem Besuch der Volksschule in Nidda und Friedberg machte er ab 1885 eine Lehre als Schreiner im Friedberger Stadtteil Ossenheim und ging danach als Geselle auf Wanderschaft. Nach seiner Rückkehr nach Friedberg arbeitete er 1897 bis 1908 als selbstständiger Schreinermeister. Ab 1908 war er hauptamtlicher Parteisekretär der SPD in Friedberg. Busold heiratete 1896 und 1898. Er starb 1915 an einer Nierenerkrankung.

## Politik
Heinrich Busold war ab 1896 Mitglied der SPD. 1890 wurde er wegen seiner politischen Tätigkeit zu sechs Monaten Gefängnis verurteilt. Ab 1898 war Busold Mitglied der Friedberger Stadtverordnetenversammlung, der er fast ununterbrochen bis zu seinem Tod 1915 angehörte. Ab 1893 kandidierte er bei den Reichstagswahlen. Nach mehreren vergeblichen Versuchen gewann Busold in der Nachwahl im Juni 1910 ein Mandat im Reichstag, das er aber bereits bei der nächsten regulären Reichstagswahl 1912 wieder verlor. Im Jahr 1911 wurde Busold für den Wahlbezirk Oberhessen 14/Vilbel in die zweite Kammer der Landstände des Großherzogtums Hessen gewählt.

## Ehrungen
In Friedberg ist die Heinrich-Busold-Straße nach ihm benannt.